# Lindstrøm Peak
Lindstrøm Peak är en bergstopp i Antarktis. Den ligger i den centrala delen av kontinenten. Nya Zeeland gör anspråk på området. Toppen på Lindstrøm Peak är 2 640 meter över havet.
Terrängen runt Lindstrøm Peak är kuperad åt nordväst, men åt sydost är den bergig. Området är obefolkat.